# Лиственничная (река, впадает в озеро без названия у протоки Куйский Шар)
Лиственничная — река в России, протекает по Ненецкому автономному округу. Впадает в безымянное озеро, сообщающееся с протокой Печоры Куйский Шар. Длина реки составляет 11 км. Высота устья — 0,4 метра над уровнем моря.

## Данные водного реестра
По данным государственного водного реестра России относится к Двинско-Печорскому бассейновому округу, водохозяйственный участок реки — Печора от водомерного поста Усть-Цильма и до устья, речной подбассейн реки — бассейны притоков Печоры ниже впадения Усы. Речной бассейн реки — Печора.
Код объекта в государственном водном реестре — 03050300212103000084671.